# Herz-Jesu-Kirche (Erlangen)

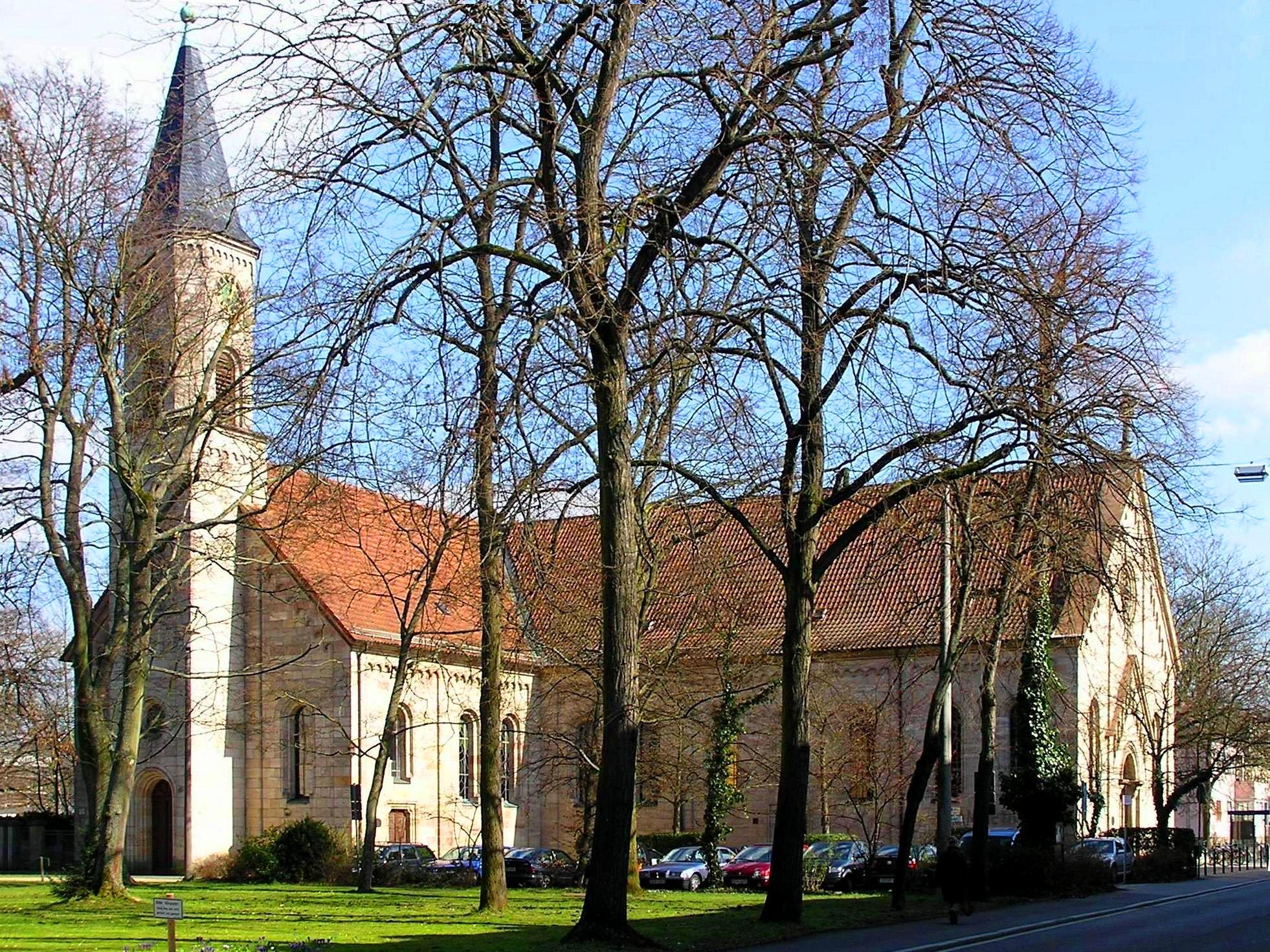
Außenansicht der Herz-Jesu-Kirche von Südwesten (Katholischer Kirchenplatz)

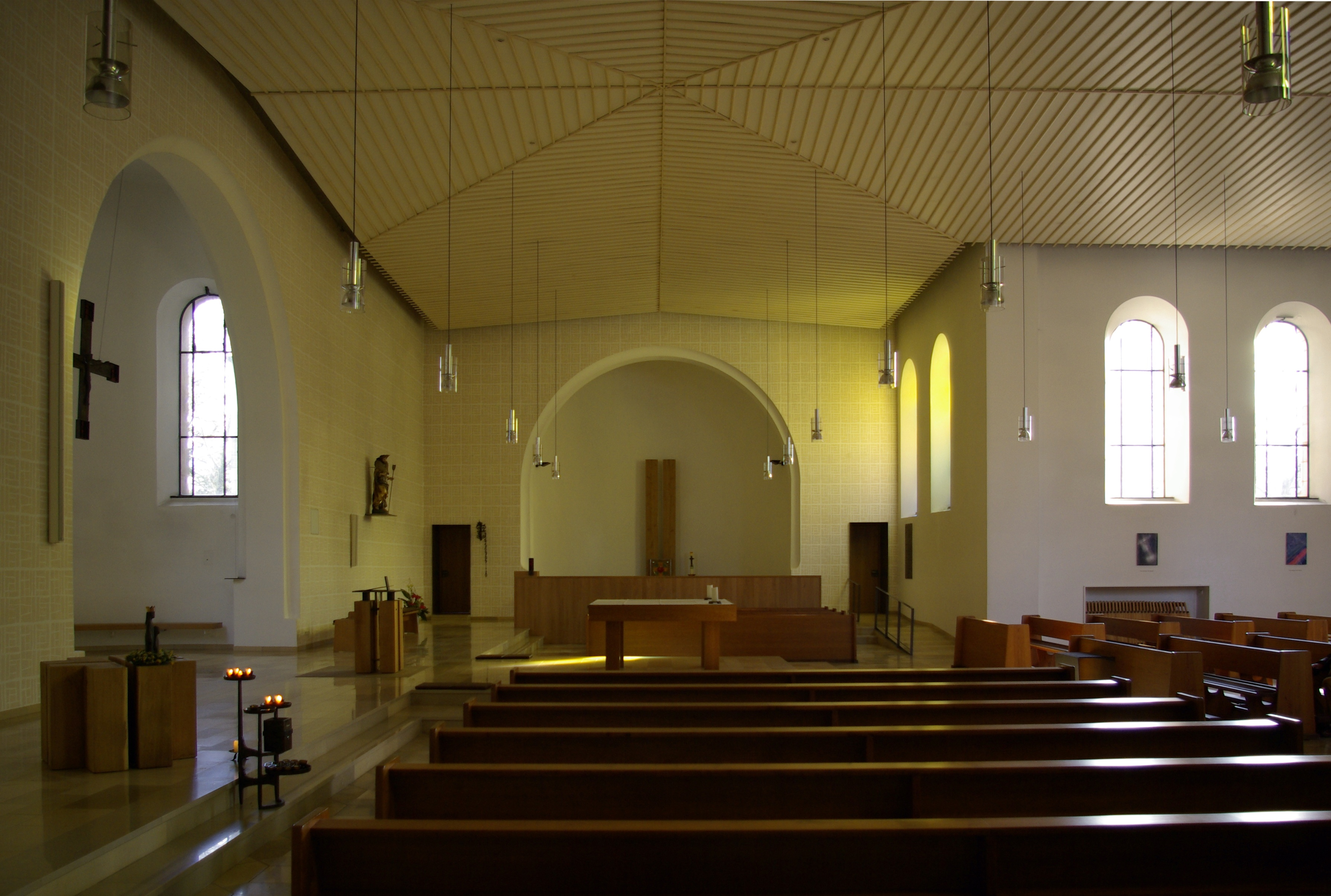
Innenraum

Die Herz-Jesu-Kirche (ⓘ) ist die älteste nachreformatorische katholische Kirche in Erlangen. Sie entstand aus einem Bethaus von 1790 in zwei Bauphasen 1849/50 und 1895. 1963/66 und 2008 wurden bei Sanierungsarbeiten jeweils tiefgreifende Veränderungen im Innenraum und an der Ausstattung vorgenommen. Seit 2006 gehört die Pfarrei zusammen mit St. Bonifaz und St. Sebald zum Pfarreienverbund Erlanger Mitte im Dekanat Erlangen des Erzbistums Bamberg.

## Lage
Die Herz-Jesu-Kirche befindet sich am Katholischen Kirchenplatz am nordöstlichen Rand der Erlanger Altstadt, der nach Westen hin einen ausgedehnten, parkähnlichen Vorplatz bildet. Unmittelbar östlich des Gotteshauses liegt der Maximiliansplatz, um den sich zahlreiche Einrichtungen der Friedrich-Alexander-Universität und des Universitätsklinikums sowie der Schlossgarten gruppieren.

## Geschichte

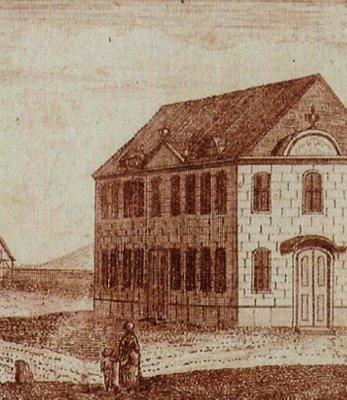
Bethaus von 1788

Im 16. Jahrhundert gehörte Erlangen zum Fürstentum Bayreuth und wurde zusammen mit diesem lutherisch. Katholischer Gottesdienst wurde erst im 18. Jahrhundert schrittweise wieder zugelassen, nachdem durch Zuwanderung langsam eine kleine katholische Gemeinde entstanden war. Diese wurde von dem Pfarrer von Büchenbach und Hannberg betreut. Erst im Jahr 1784 gestattete Markgraf Karl Alexander von Bayreuth den Katholiken die private Religionsausübung. So konnte am 11. April 1784 im Altstädter Rathaussaal die erste heilige Messe gefeiert werden. Am 6. Mai 1784 wurde die Gemeinde zur Kuratie erhoben, und sie erhielt die Genehmigung zum Bau eines Bethauses, also einer turmlosen Kirche in Form eines Wohnhauses, außerhalb der damaligen Stadt. Die Grundsteinlegung erfolgte am 20. März 1787; die Weihe auf den Namen Mariä Schmerzen konnte im Jahr 1790 vorgenommen werden. Es handelte sich um ein neunachsiges Haus, das sich nur durch die aufwändige Portalgliederung und den Giebel mit der Inschrift „Soli Deo Gloria“ (Allein Gott sei Ehre) von den Bürgerhäusern unterschied. Die Pläne von 1786 zeigen überdies den Innenraum als einfachen Saalraum, an dessen Ostseite ein Altar mit vorgelagerten Halbsäulen stand.
Am 24. Februar 1813, nunmehr unter königlich-bayerischer Regierung, wurde das Religionsexertitium in Erlangen zur Pfarrei erhoben und die öffentliche Ausübung der pfarrlichen Rechte und Funktionen gestattet. Zu dieser Zeit waren etwa drei Prozent der Einwohner katholisch. Der Zuzug hielt an und verstärkte sich infolge der Industrialisierung. 1910 machten die Katholiken etwa ein Drittel der Einwohnerschaft aus. In diesem Jahr war auch zum ersten Mal eine Fronleichnamsprozession außerhalb des Kirchengebäudes gestattet. Aufgrund des raschen Gemeindewachstums wurden in den Jahren 1854, 1887 und 1906 Kaplansstellen errichtet. Der Pfarrsprengel umfasste damals die Stadt Erlangen mit Alterlangen und Sieglitzhof, Atzelsberg mit Rathsberg, Bubenreuth, Buckenhof, Kleinseebach mit Baiersdorfermühle, Möhrendorf mit Oberndorf und Spardorf.
1849/50 entstand auf den Grundmauern des Bethauses eine Kirche, ein geosteter Saalbau mit einem schlanken Glockenturm mit polygonalem Obergeschoss und Kegelspitze im Westen. Fenster und Wandgliederungen haben den Stil der Münchner Neuromanik, den sogenannten Rundbogenstil am Übergang vom Klassizismus zur Neuromanik. Die Pläne dürfte der Ansbacher Zivilbauinspektor Andreas Schulz(e) erstellt haben. Sie wurden allerdings vom Münchner Baukunstausschuss unter der Leitung Leo von Klenzes sowie von den Regierungsbaubehörden in Ansbach und Nürnberg überarbeitet. An den Entwürfen für die Ausstattung war unter anderem Eduard Bürklein beteiligt, der für den Hochaltar verantwortlich zeichnete.
Dem weiteren Gemeindewachstum wurde in den Jahren 1895/96 mit einer Uminterpretation des bisherigen Baus zum Querschiff und einem geräumigen Anbau quer dazu Rechnung getragen. Dieses neue Langhaus mit repräsentativem Portal im Süden wurde stilistisch der vorhandenen Kirche angepasst, weist also ebenfalls neuromanische Formen auf. Der Altbau wurde zum Querhaus, an der Nordseite entstand eine neue Apsis für den Altarraum, an der Südseite – zur Straße hin – eine Schaufront. Damit ergab sich der bis heute erhaltene kreuzförmige Grundriss. Die Pläne hierfür stammten von Friedrich Wilhelm Scharff, der auch ohne Studium lange Jahre Erlanger Universitätsarchitekt war – nicht zu verwechseln mit Friedrich Scharff, der von 1878 bis 1880 Oberbürgermeister von Erlangen war. Bei der Neuweihe erhielt die Kirche das Patrozinium Herz Jesu. Als erste von zahlreichen Tochtergemeinden wurde 1908 St. Peter und Paul in Bruck abgepfarrt. Es folgten 1940 St. Bonifaz, 1964 St. Josef in Bubenreuth und St. Heinrich in Alterlangen sowie 1979 St. Theresia in Sieglitzhof.

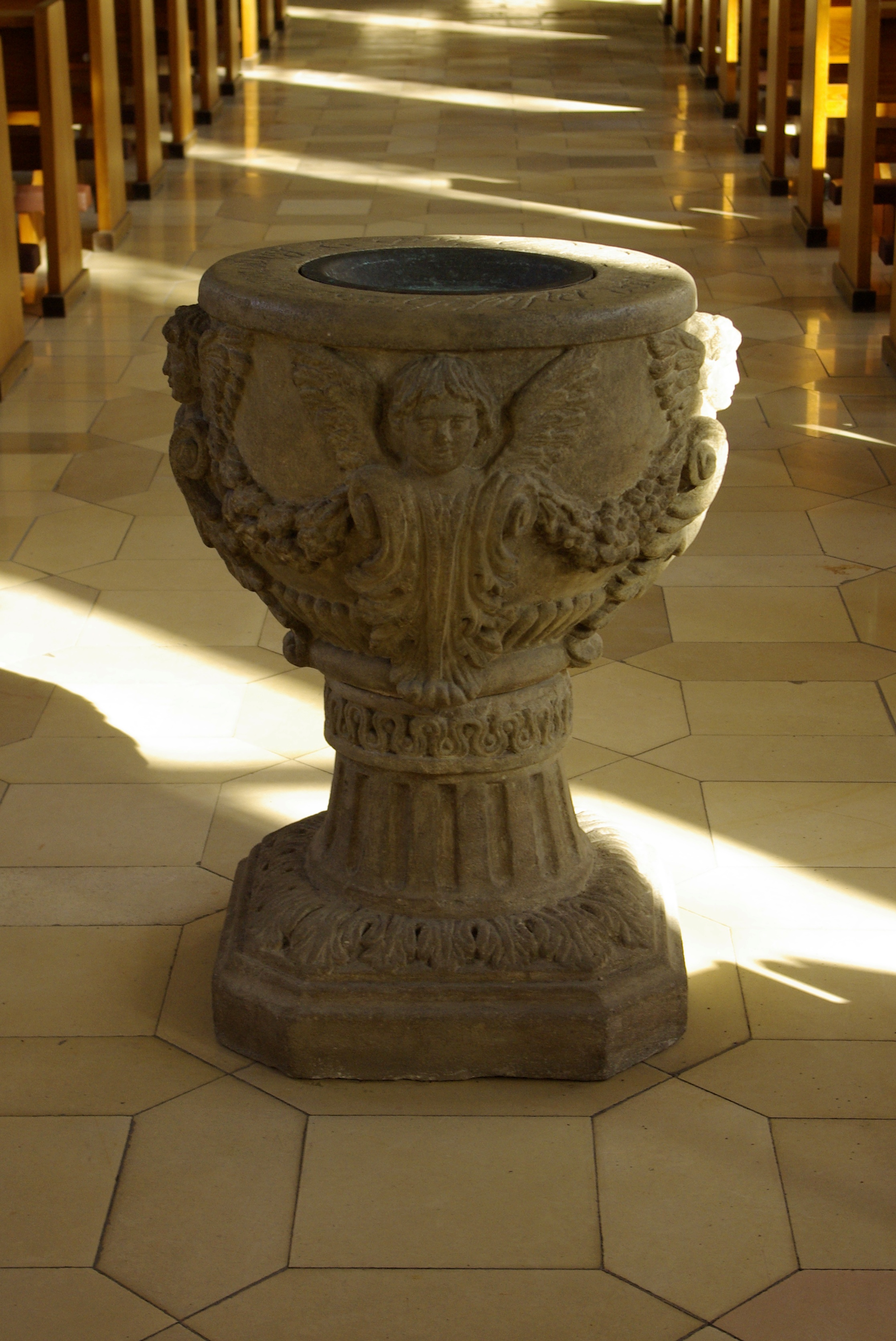
Taufstein (1830)

Die tiefgreifenden Strukturveränderungen und Bevölkerungsverschiebungen des 20. Jahrhunderts wirkten sich maßstäblich auf die Gemeindestruktur von Herz Jesu aus und bildeten sich auch in Veränderungen des Kircheninneren ab. So blieb zwar der Außenbau im Zustand von 1896 erhalten, der Innenraum aber wurde zwischen 1963 und 1966 komplett umgestaltet, wobei nur wenige Ausstattungsstücke – darunter der im Jahr 1830 von J. C. Knab gestiftete Taufstein und einige Glasgemälde – erhalten blieben.
Bei einer weiteren Umgestaltung im Jahre 2008, die von den Erlanger Architekten Rößner und Waldmann durchgeführt wurde, entstand ein heller, aber fast schmuckloser Raum, in dem die zentralen Orte der Liturgie unverstellt zur Geltung kommen und in einen Dialog mit den temporären Exponaten treten.

## Architektur

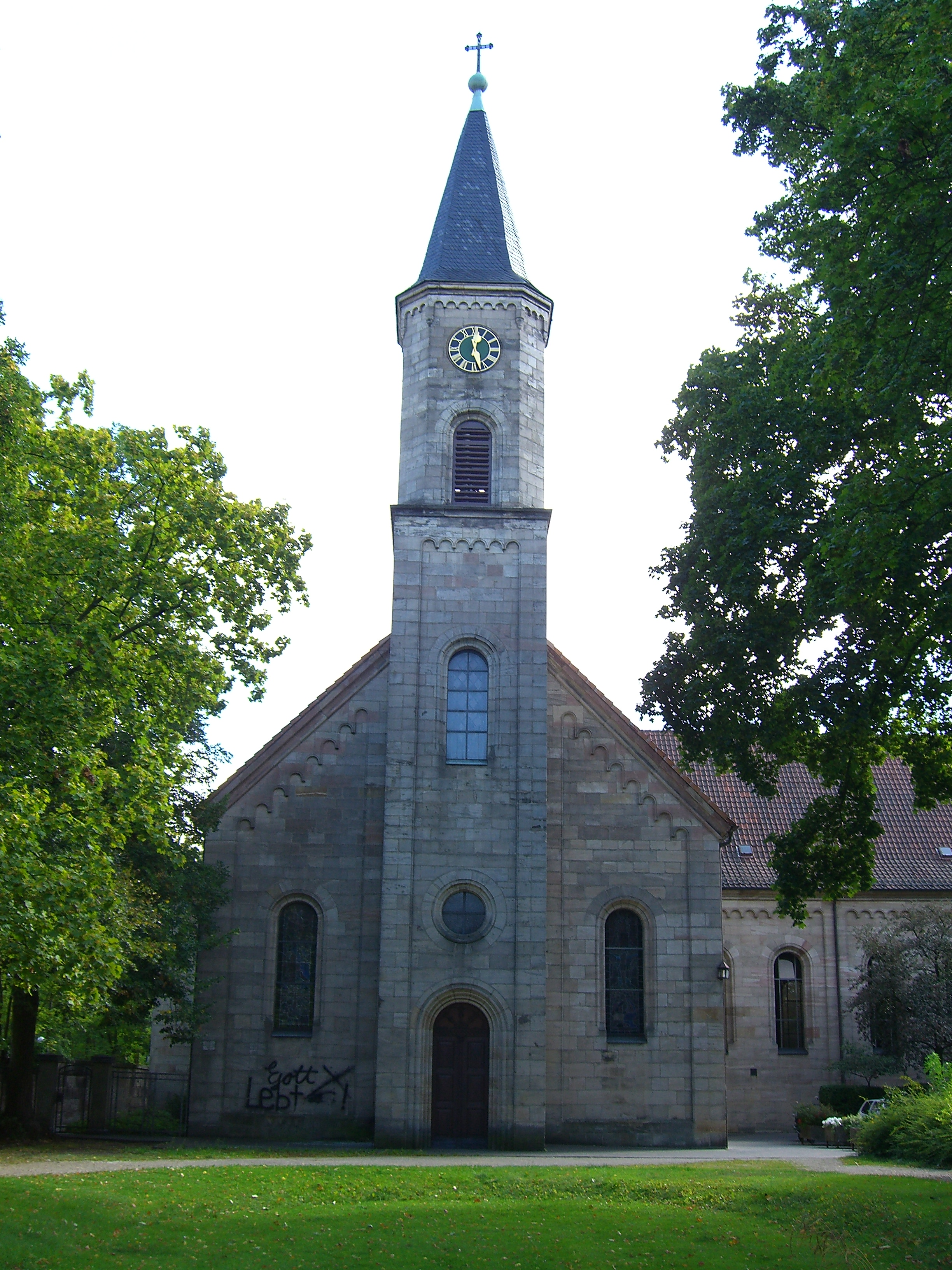
Westfront

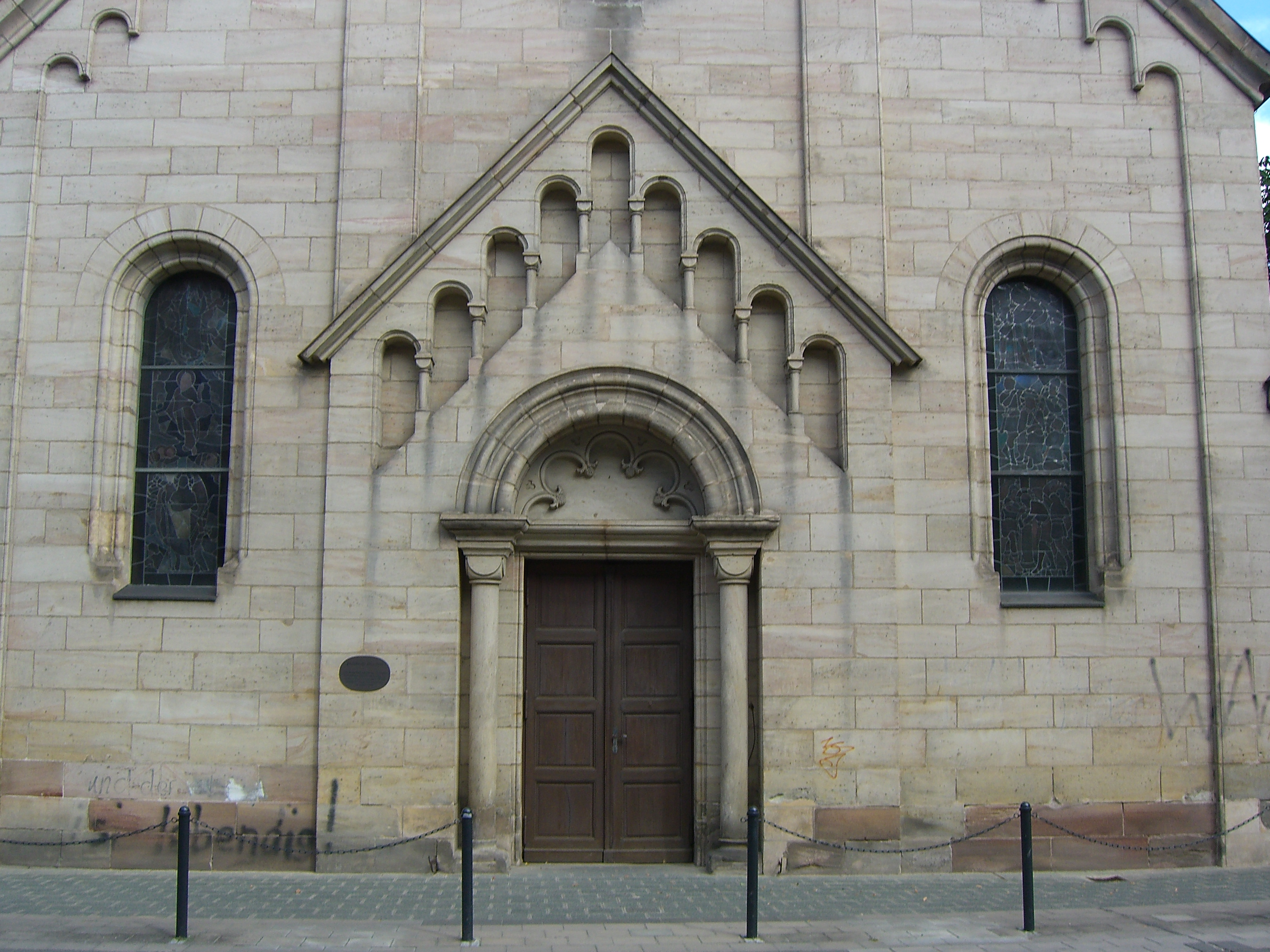
Südportal

### Außenbau
Die Herz-Jesu-Kirche in ihrem heutigen Zustand, der im Wesentlichen auf den neuromanischen Umbau von 1895 zurückgeht, ist ein kreuzförmiger Zentralbau, dessen Hauptachse an der Nord-Süd-Linie ausgerichtet ist. Der ursprüngliche Bau, eine einschiffige, nach Osten ausgerichtete Saalkirche, dient heute als Querhaus. Beide Kirchenschiffe besitzen Satteldächer, die an der Vierung aufeinanderstoßen. Aufgrund der historischen Entwicklung besitzt Herz Jesu heute zwei Chorräume: den Rechteckchor des ursprünglichen Kirchenbaus am östlichen Ende des Querhauses und die 1895 erbaute halbkreisförmige Apsis nördlich der Vierung. Der Außenbau der Sandsteinkirche wird gegliedert von hochrechteckigen Fensteröffnungen, die oben mit Rundbögen abschließen, flachen Pilastern und einem Rundbogenfries, der sich entlang der Dachtraufe um den gesamten Bau zieht.
Der Westturm der ursprünglichen Kirche wurde bei dem Umbau 1895 beibehalten. Dadurch besitzt die Pfarrkirche Herz Jesu einen für ihre Ausmaße eher zu kleinen Turm, der am westlichen Ende des Querhauses angebaut ist. Der Turm ist über einem quadratischen Grundriss errichtet und geht knapp oberhalb der Firsthöhe mittels eines auskragenden Gesimses in einen mit gefasten Kanten versehenen Oberbau über. Bekrönt wird er von einem Spitzhelm. Der Turm wird von Lisenen und Friesbändern unterhalb des Gesimses und des Helmes gegliedert. Im Erdgeschoss befindet sich ein Portal, das mit seinem profilierten Gewände an Portale romanischer Kirchenbauten erinnert. Darüber befinden sich ein kleines Rundfenster und ein hochrechteckiges Rundbogenfenster.
Auf der Südseite, also zur Straße hin, befindet sich das aufwändiger gestaltete Hauptportal. Es wird von zwei Rundsäulen auf niedrigen Sockeln flankiert, die ein an den Seiten verkröpftes, aufwändig profiliertes Gesims tragen. Darüber setzt ein Rundbogen mit profilierter Ausschrägung an. Das von diesem eingeschlossene Tympanon ist mit Blendmaßwerk verziert. Das Portal wird von zur Mitte hin ansteigenden Arkaden bekrönt, deren Verlauf sich an einem kleinen Dreieckgiebel oberhalb davon orientiert. Auch dieser hebt das Portal baulich besonders hervor. Darüber befinden sich eine Rosettenfenster und ein Kreuz auf dem Dachfirst.

### Innenraum
Betritt man das Kircheninnere durch das Hauptportal, so gelangt man zunächst in einen geräumigen, durch eine Glaswand abgetrennten „Windfang“ (zwei Fensterachsen umfassend), durch den drei doppelflügelige Türen in das Mittelschiff führen. Dieser Vorraum wurde bei der jüngsten Umgestaltung geschaffen. Das Kirchengestühl in dem durch sieben Fensterachsen hell und freundlich wirkenden Raum gliedert sich in zwei Blöcke zu beiden Seiten eines Mittelgangs. In dessen hinterem Bereich wurde 2008 der historische Taufstein von 1830 platziert.
In den beiden Querhausarmen befinden sich weitere Bankreihen. Im rückwärtigen Bereich des Westarmes ist die Orgelempore eingezogen. Der etwas erhöhte Bereich des Ostchors der Vorgängerkirche wurde bei der jüngsten Umgestaltung mittels einer Holzbrüstung abgetrennt; hier können zum Beispiel Werktagsgottesdienste gefeiert werden. Im alten Presbyterium, das mittels eines runden Chorbogens abgetrennt ist, steht der Tabernakel. Da an der Nordseite des Querhauses auf Fenster verzichtet wurde, ist es hier deutlich dunkler als im Mittelschiff.
Im Bereich der Vierung befindet sich die Altarinsel mit Volksaltar und Ambo, die auf drei Seiten von Bankreihen umgeben ist und somit nicht nur im übertragenen Sinne den Mittelpunkt des Gotteshauses darstellt. Die Nordapsis ist ebenfalls mittels eines runden Chorbogens vom Kirchenschiff abgetrennt. An dem Bogen hängt ein großes gusseisernes Kreuz. Der Bereich dahinter, also der frühere Hauptchor, wird heute praktisch nicht mehr genutzt. Auf der linken Seite des Chorbogens steht seit der letzten Umgestaltung eine Marienfigur des Kölner Bildhauers Götz Sambale, bei der die Gottesmutter gemeinsam mit ihrem ungewöhnlicherweise im Kindesalter dargestellten Sohn präsentiert wird. Bei der auf der anderen Seite der Apsis hängenden Figur des guten Hirten, die 1789 von einem Johann Anton Moritz geschaffen wurde, handelt es sich nicht nur um das einzige verbliebene Ausstattungsstück des ersten Bethauses, sondern auch um das älteste nachreformatorische katholische Kunstwerk in Erlangen.

## Kunst

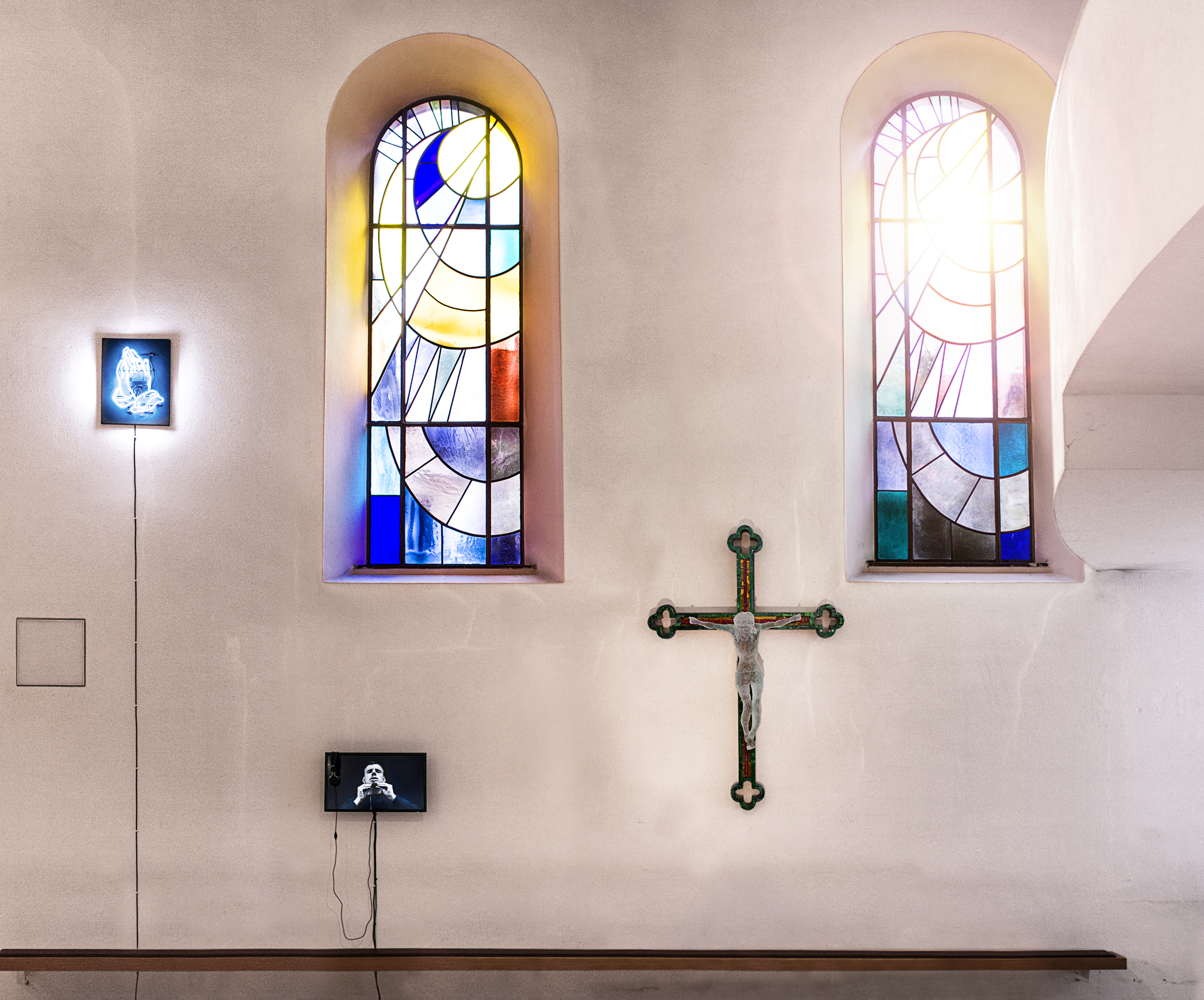
Gruppenausstellung waste and void (2019) v. l. n. r. Sebastian Wanke „PRAY“, Jörg Brinkmann „Simulation“, Sebastian Hertrich „Glanz und Elend Weltenburg“

Ein Nutzungsschwerpunkt des Gotteshauses besteht seit der letzten Renovierungsmaßnahme in der Ausstellung zeitgenössischer Kunst. In wechselnden Ausstellungen werden künstlerische Positionen in den Ausdrucksformen der Bildenden Kunst gezeigt, die sich im Spannungsfeld zwischen religiösem und profanem Leben mit zeitgeschichtlichen Fragen befassen.

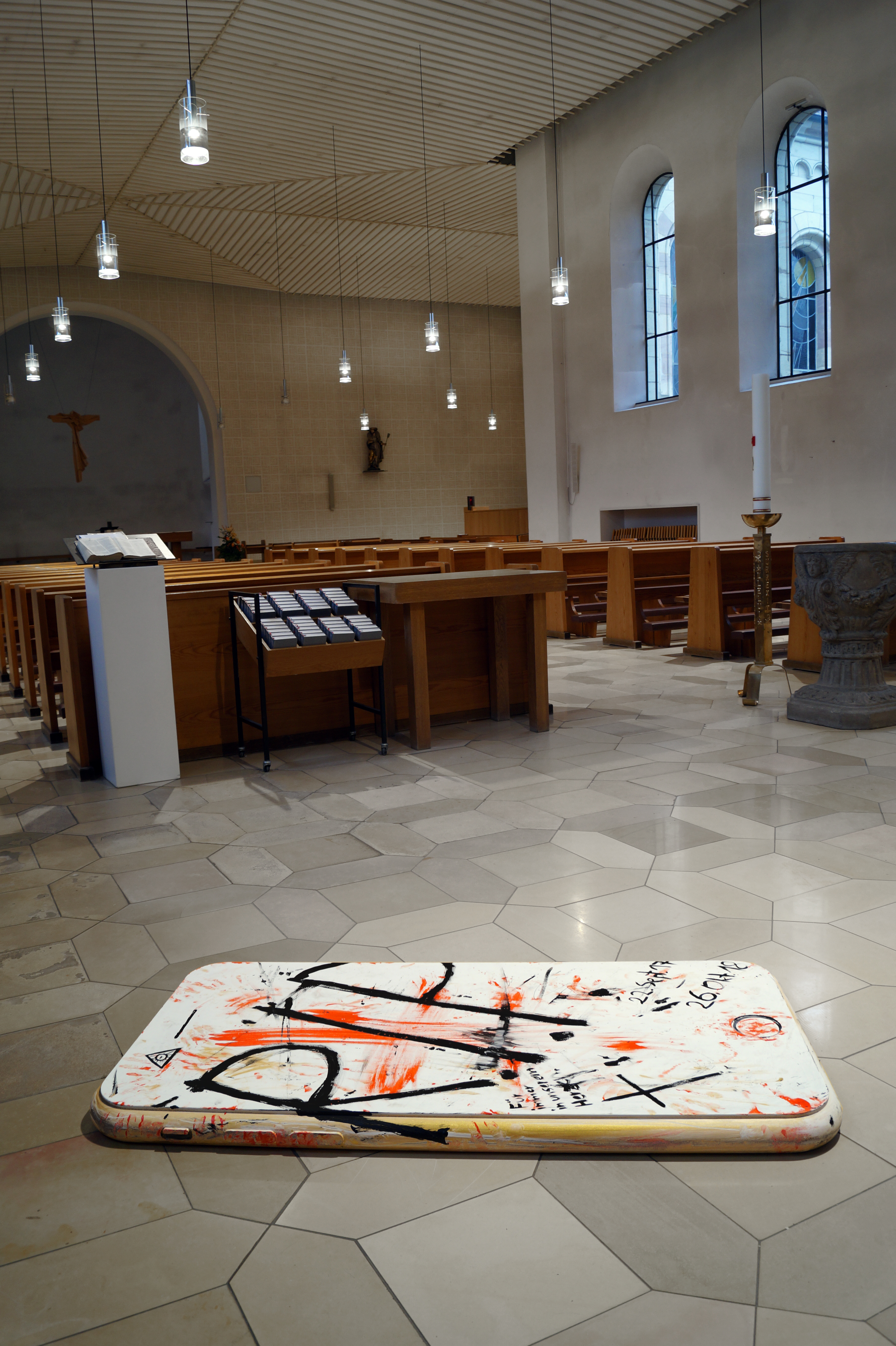
Gruppenausstellung waste and void (2019) „Rest in Peace“ von Andrian Mechernich (iPhone Grabplatte aus Holz)

## Orgel
Die erste Orgel der Herz-Jesu-Kirche wurde im Jahr 1789 errichtet, obwohl Markgraf Alexander 1785 in seinem Konzessionsdekret verfügt hatte, dass in dem katholischen Bethaus „weder eine Glocke aufgehangen noch ein Orgel-Werk aufgerichtet“ werden dürfe. Die Orgel wurde gebraucht von einem Kaufmann Tröster übernommen. Obwohl sich die katholische Gemeinde hiermit über das Verbot der Obrigkeit hinweggesetzt hatte, durfte sie die Orgel behalten. Im Jahr 1804 wurde eine eigens für das Bethaus bestimmte neue Orgel beschafft. Dabei war die Witwe des Markgrafen, Fürstin Sophie Caroline, eine wichtige Fürsprecherin der katholische Gemeinde und übernahm sogar Hälfte der Kosten. Das Instrument war jedoch bereits um 1850 nicht mehr bespielbar, sodass 1852 eine neue Orgel von Bittner in Nürnberg beschafft werden musste. Unter Verwendung einiger Register der Bittner-Orgel erbaute G. F. Steinmeyer aus Oettingen 1893 eine neue Orgel für die Herz-Jesu-Kirche. 1903 wurde erstmals ein elektrisches Windwerk eingebaut, sodass die Orgel nicht mehr von Hand über Blasebälge mit Wind versorgt werden musste.
Die heutige Orgel wurde 1973 von E. F. Walcker & Cie. geschaffen. Sie umfasst 29 Register auf zwei Manualen und Pedal. Dabei wurde der Pfeifenbestand der Vorgängerorgel teilweise wiederverwendet und mit neuen Registern ergänzt. Die Orgel ist sehr platzsparend am nördlichen Rand der engen Orgelempore errichtet, die dadurch noch einen Chor aufnehmen kann. Klanglich entspricht das Instrument dem Ideal der Orgelbewegung, was heute ein Alleinstellungsmerkmal in Erlangen und Umgebung darstellt. Die Disposition lautet wie folgt:
| I Hauptwerk C–g3 |               |        |
| 1.               | Pommer 0      | 16′    |
| 2.               | Prinzipal     | 08′    |
| 3.               | Rohrgedackt   | 08′    |
| 4.               | Oktave        | 04′    |
| 5.               | Gedecktflöte0 | 04′    |
| 6.               | Quinte        | 02 ⁄3′ |
| 7.               | Oktave        | 02′    |
| 8.               | Mixtur VI     | 01 ⁄3′ |
| 9.               | Trompete      | 08′    |

| II Schwellwerk C–g3 |                |        |
| 10.                 | Hohlflöte      | 08′    |
| 11.                 | Salicional     | 08′    |
| 12.                 | Prinzipal      | 04′    |
| 13.                 | Rohrflöte      | 04′    |
| 14.                 | Schnabelflöte0 | 02′    |
| 15.                 | Sifflöte       | 01 ⁄3' |
| 16.                 | Oktav          | 01′    |
| 17.                 | Sesquialter II |        |
| 18.                 | Mixtur V       |        |
| 19.                 | Cymbel II      |        |
| 20.                 | Fagott         | 16′    |
| 21.                 | Rohrschalmei   | 04′    |
|                     | Tremulant      |        |

| Pedal C–f1 |               |        |
| 22.        | Prinzipalbaß  | 16′    |
| 23.        | Subbaß        | 16′    |
| 24.        | Oktavbaß      | 08′    |
| 25.        | Gedecktbaß    | 08′    |
| 26.        | Choralbaß     | 04′    |
| 27.        | Rauschpfeife0 | 02 ⁄3′ |
| 28.        | Posaune       | 16′    |
| 29.        | Trompete      | 08′    |

- Koppeln: II/I, I/P, II/P
- Spielhilfen: 2 freie Kombinationen, 1 freie Pedalkombination

Seit Oktober 2014 besteht ein Orgelbauverein mit dem Zweck, das Instrument aus den 1970er Jahren, das neben seiner Wartungsanfälligkeit auch den heutigen Klangvorstellungen nicht mehr entspricht, durch einen Neubau zu ersetzen. Dieser soll folgende Disposition erhalten:
| I Hauptwerk C–g3 |            |         |
| 01.              | Quintade 0 | 16′     |
| 02.              | Prinzipal  | 08′     |
| 03.              | Gedackt    | 08′     |
| 04.              | Oktav      | 04′     |
| 05.              | Rohrflöte  | 04′     |
| 06.              | Oktav      | 02′     |
| 07.              | Quinte     | 02 ⁄3′  |
| 08.              | Terz       | 01 3⁄5′ |
| 09.              | Mixtur IV  |         |
| 10.              | Trompete   | 08′     |

| II Brustwerk C–g3 |            |        |
| 11.               | Gemshorn 0 | 08′    |
| 12.               | Salizional | 08′    |
| 13.               | Hohlflöte  | 04′    |
| 14.               | Waldflöte  | 02′    |
| 15.               | Sesqu.     | 02 ⁄3′ |
| 16.               | Scharff IV |        |
| 17.               | Oboe       | 08′    |
|                   | Tremulant  |        |

| Pedalwerk C–f1 |                 |     |
| 18.            | Prinzipalbass 0 | 16′ |
| 19.            | Subbass         | 16′ |
| 20.            | Gedackt         | 08′ |
| 21.            | Violon          | 08′ |
| 22.            | Oktav           | 04′ |
| 23.            | Mixtur IV       |     |
| 24.            | Posaune         | 16′ |